# Ester Fandiño
Ester Fandiño (Buenos Aires, 19 de noviembre de 1949 - 28 de junio de 2016) fue una contadora y política argentina, peronista e integrante del partido Unión PRO.

## Biografía
Nació en Buenos Aires el 19 de noviembre de 1949. Se recibió de contadora pública nacional en la Universidad de Buenos Aires.
Desde 1975 vivió en la ciudad de San Isidro en el norte del conurbano bonaerense.

## Actividad Política
Trabajó en la Secretaría de Energía desde 1987 y fue la primera directora mujer de la casa, designada por Jorge Lapeña.
Entre 1992 y 1993 fue Directora Delegada de ESEBA, en el inicio de la gobernación del Doctor Eduardo Duhalde.
Fue Directora del Ente Regulador de Energía (ENRE) entre 1997 y 2002, tras obtener el cargo por concurso público y acuerdo de la Comisión Bicameral.
Además, trabajó en EDENOR entre 1994 y 1996 como adscripta del director general en temas de asesoramiento regulatorio.
También en el sector privado trabajó como consultora internacional.
En 2007 fue elegida edil de San Isidro por Unión PRO, acompañando la lista de candidato a Gobernador encabezada por Francisco de Narváez y Jorge Macri.

## Fallecimiento
Fandiño falleció el 28 de junio de 2016 a raíz de una repentina descompensación. Sus restos mortales fueron inhumados en el Cementerio Jardín de Paz de Pilar.